# 毕小彬
毕小彬（1966年3月—），男，汉族，安徽怀宁人，中华人民共和国政治人物。中央党校函授学院经济管理专业，在职研究生学历。第十二届全国人民代表大会安徽地区代表。

## 生平
1986年7月毕业于铜陵财经专科学校（现铜陵学院）财会专业，同月加入中国共产党，历任安徽省财政厅行财处科员、副主任科员、主任科员，安徽省财政厅省直财政处副处长，安徽省财政厅行政处处长，安徽省财政厅预算处处长。2003年9月任安徽省财政厅副厅长、党组成员；2008年12月任中共蚌埠市委副书记；2010年5月任芜马巢省直管集中区管委会主任、党工委书记，同年8月改任安徽省江北产业集中区管委会主任、党工委书记；2012年2月任中共六安市委副书记、代市长；同年7月当选六安市市长。2013年，被选为全国人大代表。

### 降级处分
2017年12月，调任安徽省农科院党委委员、副院长，但保留正厅级待遇。2018年12月4日，安徽省农科院官网更新了“领导成员”一栏：该院厅级领导实有人数从6人减为5人，原排名第6的毕小彬的简介及分工被删除，其原分管工作也已被划入该院其他领导的分工范围。2019年6月，中铁四局官网显示毕小彬已担任中铁四局集团有限公司投资总监一职，职级相当于正处。2019年7月16日《安徽日报》报道，中国共产党安徽省第十届委员会第九次全体会议于15日在合肥召开。全会审议并通过了省纪委关于毕小彬同志严重违纪问题的审查报告，确认省委常委会之前作出的给予毕小彬同志留党察看一年处分。